# Christen Raunkiær
Christen Christiansen Raunkiær (født 29. marts 1860 på Ravnkærgård, Lyne Sogn ved Varde, død 11. marts 1938 på Frederiksberg) var en dansk botaniker, far til Barclay Raunkiær.
Han var professor i botanik ved Københavns Universitet 1912-23 og udgav en Dansk Excursionflora i mange udgaver (første udg. 1890). Raunkiær er måske bedst kendt for det såkaldte Raunkiærske system, dvs. opdeling af planterne efter livsformer, baseret på placeringen af de overvintrende vækstpunkter.

## Levnedsløb
Christen Christiansen blev født på gården Ravnkærgård i Lyne Sogn i Vestjylland. Hans far var Johan Christian Hansen (1826 – 1904) og hans mor Ane Thjellesen (1823 – 1901). 25. maj 1912 tog han officielt navneforandring til Raunkiær, omend han havde brugt navnet længe inden. Hans bror, Jørgen Vad Thjellesen Christiansen (gårdejer og sognefoged), blev på hjemegnen. Dennes to sønner tog senere navnet Raunkjær: Kristian Raunjær (1880-1937, redaktør) og Palle Raunkjær.
Christen Raunkiær gik i landsbyskole, derefter ét år på Østbæk Folkehøjskole og tog studentereksamen 1879 fra Skovgård Højskole i Ordrup. Han begyndte straks derefter at studere botanik ved Københavns Universitet og tog magisterkonferens i emnet i 1885. Han var dog også stærkt optaget af filosofi. Fra 1885-1888 var han alumne på Borchs Kollegium. Han blev gift i 1888 med forfatteren Ingeborg Marie Raunkiær f. Andersen (1863-1921). De måtte leve af hans meget beskedne indtægt som timelærer ved universitetet og som videnskabelig assistent (plantebestemmer) ved Botanisk Have. Fra 1900 var han lærer ved Statens Lærerhøjskole. Familien boede på den lille ejendom Blide ved Jonstrup. Raunkiær gennemførte en del studieture til udlandet, blandt andet til de Vestindiske Øer og Santo Domingo i 1905-06 og til Italien, Nordafrika, Spanien og Sydfrankrig i 1909-10. Hans kone Ingeborg var med på de Vestindiske Øer og i Nordafrika, hvor hun lavede botaniske tegninger til hans videnskabelige afhandlinger.
I 1908 blev Christen Raunkiær docent i botanik ved Københavns Universitet og i 1911 efterfulgte han Eugen Warming som professor i botanik og som direktør for Botanisk Have, hvilket han virkede som til 1923, hvor han trak sig af helbedsmæssige årsager. Hans ægteskab med Ingeborg Raunkiær blev opløst i 1915. Han giftede sig anden gang med botaniker-kollegaen Agnete Seidelin (1874-1956), men også dette ægteskab opløstes. Han blev gift tredje gang (1925) med Christine Farvine Nelly Nielsen (1879-1959).
Han er begravet på Solbjerg Parkkirkegård.

## Botanisk forskning
Christen Raunkjær var en alsidig botanisk forsker.
Raunkjærs første arbejder behandlede visse anatomiske forhold. Der efter udgav han i 1888 en beskrivelse af Danmarks slimsvampe i Botanisk Tidsskrift, bind 17 og 1889 et arbejde af en anden natur: "Vesterhavets Øst- og Sydkysts Vegetation", hvortil han havde samlet materiale ved rejser langs Hollands kyster i 1886 og på de nordfrisiske øer i 1887, og som er det første danske skrift, hvori der på anskuelig vis gøres rede for de her omhandlede vegetationsformationer i Danmark, særlig for den store betydning, som fugtighedsforholdene har for deres forekomst. Det grundige kendskab til den vestjyske natur, som Raunkjær allerede fra barndommen af havde erhvervet sig, var her af stor betydning, ikke kun for det ovennævnte arbejde, men overhovedet for de studier, der danner midtpunkt for Raunkjærs skrifter: de danske blomsterplanters naturhistorie.
I "Dansk Ekskursionsflora" fra 1890 gav Raunkjær en vejledning til bestemmelsen af danske planter på et mere gennemført analytisk grundlag end tidligere anvendt i danske floristiske håndbøger. Bogen er siden udkommet i nye udgaver (4. udgave i 1922), de sidste udgaver under medvirkning af C. H. Ostenfeld.
I 1890 kom 1. bind af det stort anlagte værk, der ikke da havde noget tilsvarende i noget lands videnskabelige botaniske litteratur: "De danske Blomsterplanters Naturhistorie", hvori enkimbladede blev behandlede. På grundlag af en overordentlig stor mængde morfologiske og anatomiske iagttagelser af de enkelte arter blev slægternes biologiske forhold belyste på en fyldig og klar måde og så anskueligt, at også ikke-fagkyndige læsere kunne hente en ypperlig forståelse deri. Indledningen til bogen indeholdt en redegørelse for Raunkjærs opfattelse af spørgsmålet om arternes oprindelse. Fra 1899 lod Raunkjær publicere flere studier over indenlandske planters biologi, således over Danmarks mælkebøtte-arter og de mærkelige forhold vedrørende kimdannelsen uden befrugtning hos dem (i samarbejde med C. H. Ostenfeld), anatomisk-systematiske studier over slægten vandaks (begge i Botanisk Tidsskrift i 1903) og flere andre.
Fra 1903 begyndte Raunkjærs forfatterskab især at dreje sig om en genialt udtænkt metode til en eksakt bestemmelse af et vist, stort eller lille landområdes "planteklima", hvorved Raunkjær forstod forholdet mellem klima og planteverden. Til grundlag for denne bestemmelse benyttede Raunkjær planternes livsformer, der efter deres evne til at overleve ugunstige årstider, især med hensyn til de overlevende knoppers beskyttelse, kan henføres til 10 grupper:
1. Stor-Luftplanter,
2. Smaa-Luftplanter,
3. Dværg-Luftplanter,
4. Epifytter,
5. Stængelsaftplanter,
6. Jordfladeplanter,
7. Jordskorpeplanter,
8. Jordplanter,
9. Vand- og Sumpplanter og
10. Therofytter.

Ved statistisk opgørelse af de inden for et givet landområde levende arters livsformer er det ikke vanskeligt at få et sikkert billede af vedkommende områdes planteklima. Raunkjærs system blev først fremsat den 5. december 1903 i Botanisk Tidsskrift bind 26, men nærmere udviklet i følgende skrifter: "Types biologiques pour la géographie botanique" (oversat i Det kgl. danske Videnskabernes Selskabs Forhandlinger 1905), Planterigets Livsformer og deres Betydning for Geografien (København 1907) og "Livsformernes Statistik som Grundlag for biologisk Plantegeografi" (i Botanisk Tidsskrift 1908). Endvidere benyttede Raunkjær sit system ved en statistisk gennemført formationsskildring fra ulige plantesamfund i Danmark ("Formationsundersøgelse og Formationsstatistik" i Botanisk Tidsskrift 1910). Af hensyn til den praktiske udarbejdelse af systemet foretog Raunkjær rejser dels til Vestindien (i vinteren 1906—06), dels til Middelhavslandene (i vinteren 1909—10). Fra den første rejse foreligger artiklen: "Livsformen hos Planter paa ny Jord" (i Det kgl. danske Videnskabernes Selskabs Skrifter, 1909). Senere har han gennem flere studier yderligere uddybet sit system for opfattelsen af livsformerne og dets udnyttelse i plantegeografiens tjeneste, således i "Formationsstatistiske Undersøgelser paa Skagens Odde" (Botanisk Tidsskrift, 1913); "Sur la végétation des alluvions méditerranéennes françaises" (Mindeskrift for Jap. Steenstrup, 1914), "Om Valensmetoden" (Botanisk Tidsskrift, 1916), "Recherches statistiques sur les formations végétales" (Videnskabernes Selskabs Biologiske Meddelelser 1918).
Sideløbende foretog Raunkjær fortsat andre biologiske undersøgelser og publicerede i forlængelse heraf en række arbejder, der viser hans fremragende evner til at behandle de forskelligste videnskabelige problemer på en original og indtrængende måde, blandt andre "Über die verhältnismässige Anzahl mannlicher und weiblicher Individuen bei Rumex thyrsiflorus Fingerh." (Videnskabernes Selskabs Biologiske Meddelelser 1918), "Über den Begriff der Elementarart im Lichte der modernen Erblichkeitsforschung" (Zeitschrift für indukt. Abstamm. und Vererbungslehre 1918), "Egern, Mus og Grankogler, en naturhistorisk Studie" (Videnskabernes Selskabs Biologiske Meddelelser 1920).

## Raunkjærs cirklingsanalyse
Den metode, som Raunkjær beskrev i "Formationsanalyse og Formationsstatistik" i 1909 går ud på, at man først et sted i det område, der ønskes undersøgt, nedstikker en pind med en vandret tværstang med en radius på 17,8 cm, som der efter drejes vandret rundt om sin akse (svarende til, at den passerer et areal på en tiendedel m2). I takt med, at den vandrette tværpind "drejes rundt", kan man løbende optælle antallet af planter af hver art. Ved at gentage optællingen et antal steder (fx 20) inden for området opnås, at man får en hyppighedsfordeling, kaldet frekvensprocenten.
Frekvensprocenten udtrykker hvor langt, der er mellem individer af samme planteart. Hvis en art er jævnt fordelt og netop har en frekvensprocent på 100, er der 31 cm mellem de enkelte planter af den pågældende planteart.
Foretages der et stort antal undersøgelser flere steder, kan man beregne konstansprocenten, hvilket udtrykker antallet af ulige steder, hvor en planteart forekommer. På grundlag heraf kan plantesamfund beskrives og analyseres.

## Statistik over planter i digte
Raunkiær led i perioder af depression, hvilket forhindrede ham i sit videnskabelige arbejde. Til gengæld læste han digte, som han gjorde til genstand for statistisk behandling. Han talte forekomsterne af planter i digte fra alle tider. Han ville blandt andet undersøge, om digternes kendskab til planter var øget gennem tiden. Han brugte samme strengt kvantitative statistiske metoder som i sine vegetationsundersøgelser - fx definerede han en digter som en person, der har skrevet mere end éttusind verslinjer.
På baggrund af disse studier udgav han tre bøger:
- Hjemstavnsfloraen hos Hedens Sangere, Blicher og Aakjær, København: J.H. Schultz 1930.
- Mælkebøtten i dansk Poesi, København: J.H. Schultz 1931.
- Planterne i den religiøse Digtning især Salmedigtningen; Og lidt om Dyr og Djævle i Salmebøgerne, København: J.H. Schultz Forlag 1931.

Raunkiærs erindringer fra opvæksten i Vestjylland blev udgivet posthumt som:
- Christen Raunkjær: Fra en vestjydsk hedegård i tiden ca. 1865-75. 1964; 115s.

## Andet
Christen Raunkiær blev udnævnt til æresdoktor ved Københavns Universitet i 1929.
Standard-auktorbetegnelse for arter beskrevet af Christen Raunkiær: Raunk.

## Forfatterskab
- Christen Raunkjær: Dansk Ekskursions-Flora; 1890 (7. udgave ved K. Wiinstedt, Gyldendal 1950)
- Christen Raunkjær: De danske Blomsterplanters Naturhistorie, I: Enkimbladede; 1890
- Christen Raunkjær: "Types biologiques pour la géographie botanique" (Det kgl. danske Videnskabernes Selskabs Forhandlinger 1905)
- Christen Raunkjær: Planterigets Livsformer og deres Betydning for Geografien (Gyldendal, København 1907)
- Christen Raunkjær: Formationsundersøgelser og Formationsstatistik; 1909
- Christen Raunkjær: "Formationsundersøgelse og Formationsstatistik" (Botanisk Tidsskrift 1910)
- Christen Raunkjær: "Livsformen hos Planter paa ny Jord" (i Det kgl. danske Videnskabernes Selskabs Skrifter, 1909)
- Christen Raunkjær: "Formationsstatistiske Undersøgelser paa Skagens Odde" (Botanisk Tidsskrift, 1913)
- Christen Raunkjær: "Om Valensmetoden" (Botanisk Tidsskrift, 1916)
- Christen Raunkjær: "Egern, Mus og Grankogler, en naturhistorisk Studie" (Videnskabernes Selskabs Biologiske Meddelelser 1920)